# 李骞
李骞（508年—549年6月8日），字希义，一字景让，赵郡柏仁县（今河北省邢台市隆尧县）人，出自赵郡李氏东祖，征东将军、扬州刺史、淮南大都督、濮阳文静伯李宪第五子，北魏、东魏官员。

## 生平
李骞博览经籍史书，文采艳丽。正光二年（521年）二月，魏孝明帝元诩在国子堂讲习，召李骞的父亲李宪参与听讲，又以虚龄十四的李骞为国子学生，李骞以聪明而通达事理为人所知。当时太保崔光在国子学担任老师，举荐李骞做官，魏孝明帝亲自主持考试，李骞通过考试后以大将军府法曹参军为起家官，转任太宰府主簿，加陵江将军，之后历任中散大夫、征虏将军、左将军、太中大夫、开府长史、通直常侍、典仪注、殷州大中正、中军将军、散骑常侍，转任镇南将军、尚书左丞。李骞后兼任散骑常侍，出使南梁。李骞返回东魏后，因为公事被定罪免职，评论者认为他无罪。李骞曾经送给亲朋好友卢元明、魏收一首诗：“监河爱升水，苏子惜余明，益州达友趣，廷尉辩交情。”大概就是被免官的志向。李骞后兼任太府少卿，很快出任征南将军、给事黄门侍郎，武定七年四月廿七日（549年6月8日），李骞在晋阳去世。东魏赠予使持节、都督殷州诸军事、征南将军、太常卿、殷州刺史。北齐接受禅让后，重新赠予李骞侍中、使持节、都督殷沧二州诸军事、车骑大将军、仪同三司，殷州刺史，谥号文惠，天保元年十二月十日（551年1月2日）葬于黄石山东十里。李骞所著的诗词歌赋墓志悼文，另有文集抄录。

## 家庭

### 曾祖
- 李顺，北魏宣王[1]

### 祖父
- 李式，北魏兖州刺史[1]

### 父母
- 李宪，北魏尚书令、文竫公[1]
- 河间邢氏，北魏瀛州主簿邢肃之女[2]

### 兄弟姐妹
- 李长钧，北魏开府参军事[2]
- 李希远，北魏殷州主簿[2][1]
- 李希宗，东魏殷州刺史、司空、文简公[2][1]
- 李希仁，北齐侍中、领左右太子詹事、灵武县开国男[2][1]
- 李希礼，北齐太常卿[2][1]
- 李长辉，嫁北魏龙骧将军、营州刺史、安平男博陵崔仲哲[2]
- 李仲仪，嫁北魏冀州司马勃海高某[2]
- 李叔婉，嫁北魏兖州刺史、渔阳县开国男博陵崔巨伦[2]
- 李季嫔，嫁北魏司空公、安乐王元鉴[2]
- 李稚媛，嫁北魏骠骑将军、左光禄大夫荧阳郑道邕[2]

### 夫人
- 范阳卢氏，北魏开府咨议卢文翼之女[2]

### 子女
- 李湘华，长女，某皇帝的嫔[1]
- 李元卿，长子[1]
- 李仲卿，次子[1]
- 李宝胜，次女[1]
- 李宝女，三女[1]

## 延伸阅读
[在维基数据编辑]
 《新唐書/卷177》，出自《新唐書》